# Yingcheng
Yingcheng (应城市S, YìngchéngP) è una città-contea della Cina, situata nella provincia di Hubei e amministrata dalla prefettura di Xiaogan.